# Cleome titubans
Cleome titubans är en paradisblomsterväxtart som beskrevs av Carlos Luis Spegazzini. Cleome titubans ingår i släktet paradisblomstersläktet, och familjen paradisblomsterväxter. Inga underarter finns listade i Catalogue of Life.